# A Hard Day's Night (album)
A Hard Day's Night je tretji studijski album skupine The Beatles, izdan 10. julija 1964 pri založbi Parlophone. Album vsebuje 13 skladb, vse pa sta skupaj napisala Paul McCartney in John Lennon. A stran albuma vsebuje glasbo iz istoimenskega filma. Leta 2000 ga je revija Q uvrstila kot petega na njeni lestvici 100. najboljših britanskih albumov vseh časov.  V letu 2012 je bil A Hard Day's Night izbran kot 307. na seznam 500. najboljših albumov vseh časov.

## Seznam skladb
Vse pesmi je napisal in uglasbil dvojec Lennon–McCartney.
| Stran 1 | Stran 1                            | Stran 1 |
| Št.     | Naslov                             | Dolžina |
| ------- | ---------------------------------- | ------- |
| 1.      | „A Hard Day's Night‟               | 2:34    |
| 2.      | „I Should Have Known Better‟       | 2:43    |
| 3.      | „If I Fell‟                        | 2:19    |
| 4.      | „I'm Happy Just to Dance with You‟ | 1:56    |
| 5.      | „And I Love Her‟                   | 2:30    |
| 6.      | „Tell Me Why‟                      | 2:09    |
| 7.      | „Can't Buy Me Love‟                | 2:12    |

| Stran 2 | Stran 2                | Stran 2 |
| Št.     | Naslov                 | Dolžina |
| ------- | ---------------------- | ------- |
| 1.      | „Any Time at All‟      | 2:11    |
| 2.      | „I'll Cry Instead‟     | 1:46    |
| 3.      | „Things We Said Today‟ | 2:35    |
| 4.      | „When I Get Home‟      | 2:17    |
| 5.      | „You Can't Do That‟    | 2:35    |
| 6.      | „I'll Be Back‟         | 2:24    |

## Zasedba
The Beatles
- John Lennon – vokal, kitara, orglice, klavir, tolkala
- Paul McCartney – vokal, bas kitara, kitara, klavir, tolkala
- George Harrison – vokal, kitara, tolkala
- Ringo Starr – bobni, tolkala

Dodatni glasbeniki
- George Martin – klavir
- Norman Smith – tolkala pri »A Hard Day's Night«